# 丁澄芳
丁澄芳（?年—?年）。安徽省阜陽縣人。民國37年（1948年）在安徽省婦女當選第一屆立法委員

## 生平
- 北京女子師範大學畢業
- 安徽省立中心實驗小學校長[1]
- 中國國民黨安徽省婦女運動委員會委員
- 安徽省參議員
- 民國37年，當選立法委員，曾出席第一屆立法院第一會期教育文化委員會、社會委員會、衛生委員會
- 曾移家到臺灣住基隆，嗣後又將其子女自臺接回南京，民國40年，自請辭去立法委員一職[2][3]
- 其夫萬昌言去台後，丁澄芳在香港《大公報》聲明脫離夫妻關係，後在南京第十九中學任校長，為南京市民革成員，80年代去世，子女均留在大陸